# Sam’s Town
Sam’s Town — второй студийный альбом американской рок-группы The Killers, выпущен 2 октября 2006 года в Соединённом Королевстве и на день позже в Европе и США. В мире было продано более 4,5 миллиона экземпляров альбома.
Брэндон Флауэрс заявил, что на запись сильно повлияли работы U2 и Брюса Спрингстина.
Sam’s Town получил смешанные отзывы: одни критики хвалили новое направление в творчестве группы, другие же посчитали работу несерьёзной и плохой.

## Лирика и звучание
Тематика альбома сильно отличается от Hot Fuss, тексты стали более серьёзными и большая часть их начала затрагивать социальные темы. Так на треке «Read My Mind» главной темой является расставание, а в «For Reasons Unknown» главный герой осознаёт потерю любви и интереса к любимому человеку. Композиция «Sam’s Town» отличается от всех песен альбома большей мелодичность и довольно странным текстом, каждый может понять её по-своему. В звучании у данной работы меньше элементов новой волны и больше гитарных партий от кантри. В мелодиях заметны влияние гаражного рока.

## Список композиций
| №   | Название                       | Автор(ы)                           | Длительность |
| --- | ------------------------------ | ---------------------------------- | ------------ |
| 1.  | «Sam’s Town»                   | Флауэрс                            | 4:06         |
| 2.  | «Enterlude»                    | Флауэрс                            | 0:49         |
| 3.  | «When You Were Young»          | Флауэрс, Кенинг, Стормер, Ваннуччи | 3:40         |
| 4.  | «Bling (Confession of a King)» | Флауэрс, Стормер                   | 4:08         |
| 5.  | «For Reasons Unknown»          | Флауэрс                            | 3:32         |
| 6.  | «Read My Mind»                 | Флауэрс, Кенинг, Стормер           | 4:06         |
| 7.  | «Uncle Jonny»                  | Флауэрс, Кенинг, Стормер           | 4:25         |
| 8.  | «Bones»                        | Флауэрс, Стормер, Ваннуччи         | 3:47         |
| 9.  | «My List»                      | Флауэрс                            | 4:08         |
| 10. | «This River Is Wild»           | Флауэрс, Стормер                   | 4:38         |
| 11. | «Why Do I Keep Counting?»      | Флауэрс                            | 4:24         |
| 12. | «Exitlude»                     | Флауэрс                            | 2:20         |

| №   | Название                                                                              | Автор(ы)                           | Длительность |
| --- | ------------------------------------------------------------------------------------- | ---------------------------------- | ------------ |
| 13. | «Where the White Boys Dance» (UK/Australian/Japanese editions)                        | Флауэрс, Кенинг, Стормер, Ваннуччи | 3:26         |
| 14. | «All the Pretty Faces» (Japanese/US Best Buy editions)                                | Флауэрс, Кенинг, Стормер, Ваннуччи | 4:45         |
| 15. | «Daddy's Eyes» (US Best Buy edition)                                                  | Флауэрс, Кенинг, Стормер, Ваннуччи | 4:13         |
| 16. | «When You Were Young» (Jacques Lu Cont's Thin White Duke radio edit) (French edition) | Флауэрс, Кенинг, Стормер, Ваннуччи | 4:19         |

| №   | Название                                        | Длительность |
| --- | ----------------------------------------------- | ------------ |
| 17. | «When You Were Young» (Video (Jump Version))    |              |
| 18. | «When You Were Young» (Video (No Jump Version)) |              |
| 19. | «Making Of «When You Were Young»»               |              |

## Участники записи

### Группа
- Брэндон Флауэрс — вокал, клавишные
- Дэйв Кенинг — гитара, Бэк-вокал
- Марк Стормер — Бас-гитара, Бэк-вокал
- Ронни Вануччи-мл — ударные

### Дополнительные музыканты
- Louis XIV[англ.] (американская рок-группа) — бэк-вокал
- Тед Саблей[англ.] — клавишные и гитара (на концертах)
- Томми Март — саксофон

## Позиции в чартах и сертификация
| Чарт                          | Организация  | Позиция | Сертификация  | Кол-во продаж |
| ----------------------------- | ------------ | ------- | ------------- | ------------- |
| Argentina Albums Chart        | CAPIF        | 1       | Платиновый    | 40 000+       |
| Australian Albums Chart       | ARIA         | 2       | 2× Платиновый | 140 000+      |
| Austrian Albums Chart         | IFPI Austria | 5       |               |               |
| Belgium Walloon Albums Chart  | IFPI         | 1       | Золотой       | 15 000+       |
| Belgium Flanders Albums Chart | IFPI         | 1       | Золотой       |               |
| Canadian Albums Chart         | CRIA         | 1       | 2× Платиновый | 200 000+      |
| Danish Albums Chart           | IFPI         | 17      |               |               |
| Dutch Albums Chart            | IFPI         | 14      |               |               |
| Finnish Albums Chart          | IFPI Finland | 15      |               |               |
| French Albums Chart           | SNEP         | 8       |               |               |
| German Albums Chart           | IFPI         | 5       | Золотой       | 100 000+      |
| Irish Albums Chart            | IRMA         | 1       | 4× Платиновый | 60 000+       |
| New Zealand Albums Chart      | RIANZ        | 1       | Золотой       | 7500+         |
| Norwegian Albums Chart        | IFPI         | 10      |               |               |
| Polish Album Chart            | OLiS         | 34      |               |               |
| Portuguese Albums Chart       | IFPI         | 27      |               |               |
| Russian Albums Chart          | IFPI         |         | Золотой       | 10 000+       |
| Spanish Albums Chart          | IFPI         | 14      |               |               |
| Swedish Albums Chart          | PROMUSICAE   | 45      |               |               |
| Swiss Albums Chart            | IFPI         | 9       |               |               |
| UK Albums Chart               | BPI          | 1       | 4× Платиновый | 1 400 000+    |
| US Billboard 200              | RIAA         | 2       | Платиновый    | 1 300 000+    |

## Награды
| Год  | Церемония             | Премия                      | Результат |
| ---- | --------------------- | --------------------------- | --------- |
| 2007 | BRIT Awards           | Лучший международный альбом | Победа    |
| 2007 | MTV Australia Awards  | Альбом года                 | Номинация |
| 2007 | Shockwaves NME Awards | Лучший альбом               | Номинация |